# Bill Hopkins
Pour les articles homonymes, voir Hopkins.
G. W. (Bill) Hopkins (né le 5 juin 1943 à Prestbury – mort le 10 mars 1981 à Chopwell) est un compositeur, pianiste et critique musical britannique. Il a été l’élève de Jean Barraqué. Il meurt d’une crise cardiaque à l’âge de 37 ans.

## Œuvres principales
- Sous-structures pour piano solo (1964), joué pour la première fois en 1965
- Two Pomes, d'après Joyce, pour soprano, clarinette basse, trompette, harpe, alto (1964), joué pour la première fois en 1968
- Sensation pour soprano, saxophone ténor, trompette, harpe, violon (1965), joué pour la première fois en 1965
- Études en série pour piano solo (1965-72), joué pour la première fois en intégralité en 1997
- Pendant pour violon solo (1969, révisé en 1973), joué pour la première fois en 1975
- Nouvelle Étude hors série pour orgue solo (1974), joué pour la première fois en 1993
- En attendant, flûte, hautbois, violoncelle, clavecin (1976-1977), joué pour la première fois en 1977

## Source
- (en) Cet article est partiellement ou en totalité issu de l’article de Wikipédia en anglais intitulé « Bill Hopkins (composer) » (voir la liste des auteurs).